# Беријев А-100
Бериев А-100 је руски авион за рано упозоравање (АВАКС) заснован на трупу теретног авиона Иљушин Ил-76MD-90A . Развијен је као замена за авионе Бериев А-50. 

## Пројектовање и развој
Авион је заснован на побољшаном Ил-76МД-90А (Ил-476), који је опремљен новим турбовентилаторским моторима ПС-90А-76 који су 15% снажнији од Д-30КП који користи Ил-76. Спољашњи облик А-100 је сличан А-50, са главним радарским низом смештеним у ротирајућој куполи постављеној на два подупирача изнад трупа. Нови Вега Премиер (АЕСА) радар у куполи ће имати електронско управљање у елевацији док се азимут контролише ротацијом куполе. Систем ће ротирати сваких 5 секунди, чиме се побољшава способност радара да прати брзо покретне циљеве. Поред новог радара, А-100 има проверену авионику као А-50У, нови пакет за електронско ратовање, нови навигациони систем и нове комуникационе системе, укључујући антену за сателитску комуникацију.
На основу стандардног авиона А-50 створена је летећа лабораторија А-100ЛЛ, која је први пут полетела 26. октобра 2016. године. У овој лабораторији су тестирани сви електронски уређаји који ће се касније користити у авиону А-100. Први прототип авиона Беријев А-100 је први пут полетео 18. новембра 2017. године са аеродрома Таганрогског авијационог научно-техничког комплекса. Г. М. Бериев. Планирано је да се тестирање два прототипа овог авиона заврши до 2024. године када ће почети серијска производња ових авиона који треба да замене авионе А-50 и А-50У.

## Технички опис
Технички опис је направљен на основу извора
Труп је потпуно металне конструкције, висококрилац носивости од 50 до 60 тона. На репном делу се налазе врата са рампом  а пртљажни простор је ширине 3,45 а висине 3,4 m, док је дужина пртљажног простора 24,5 m. У овај простор је смештена комплетна електронска опрема и посада која броји 15 особа. Простор за одмор посаде, тоалет и кухиња су такође укључени у труп с обзиром да посада може на лету да проведе и више сати. Изнад трупа се налази купола осматрачког радара Лиана са својом ротирајућом антеном пречника 9 метара. Домет детекције је 650 километара за ваздушне циљеве, 300 километара за копнене циљеве и 400 km за објекте на мору
Погонска група се састоји од четири млазна мотора Aviadvigatel PS-90-76 turbofan потиска 142 kN који су постављени на гондолама испод крила. Мотори су опремљени уређајима за контра потисак (реверзибилни залистак-кашика) који се користе при кочењу авиона на писти.
Крило се састоји од средишњег дела и два конзолна дела крила, два полу-крила. По облику крило је стреласто, трапезастог облика са две рамењаче, попуно металне израде и основне (носеће) конструкције и облоге. Испод крила се налазе гондоле за смештај мотора. Крила су опремљена закрилацима који се налазе дуж целог распона крила, спојлерима и елеронима.
Репне површине се састоје од хоризонталног и вертикалног стабилизатора. Реп авиона је у облику слова Т. Хоризонтална репна површина је подесива у лету и састоји се од стабилизатора и кормила дубине. Вертикални реп се састоји од вертикалног стабилизатора и кормила правца. На кормилу правца је уграђен тример-серво компензатор.
Авион има стајни трап система трицикл, предња носна нога има четири точка са гумама ниског притиска а задње ноге које представљају и основне, се налазе испод трупа авиона и свака има по 8 точкова са нископритисним гумама. Авион има укупно 20 точкова који му омогућавају безбедно слетање и на лоше припремљеним пистама.
Радарски систем У авион је уграђен нови Вега Премиер радар (Active Phased Array Radar) који може истовремено да прати до 300 циљева на удаљености од 650 km.

## Верзије
Пошто је авион Беријев А-100 у развоју још није познато да ли ће се производити у различитим варијантама.

## Оперативно коришћење
Авион Беријев А-100 је у развоју и за сада служи само за тестирање његових карактеристика.

## Земље које су користиле авион
- Русија